# Степан Павлище
Степан Павлище, Степан Михайлович Павлище, (пол. Stefan Pawlyszcze, 30.01.1941, с. Затилля— 24.09.1993 р. — м. Кшепиці) — український літератор, юрист, громадський діяч української меншості в Польщі, представник руху шестидесятників, дисидент, полтів'язень, один з засновників Клубу українських юристів при Головній раді Об'єднання українців в Польщі. Член керівної Ради Світового Конгресу українських юристів. Член Головної ради Об'єднання українців Польщі.

## Походження

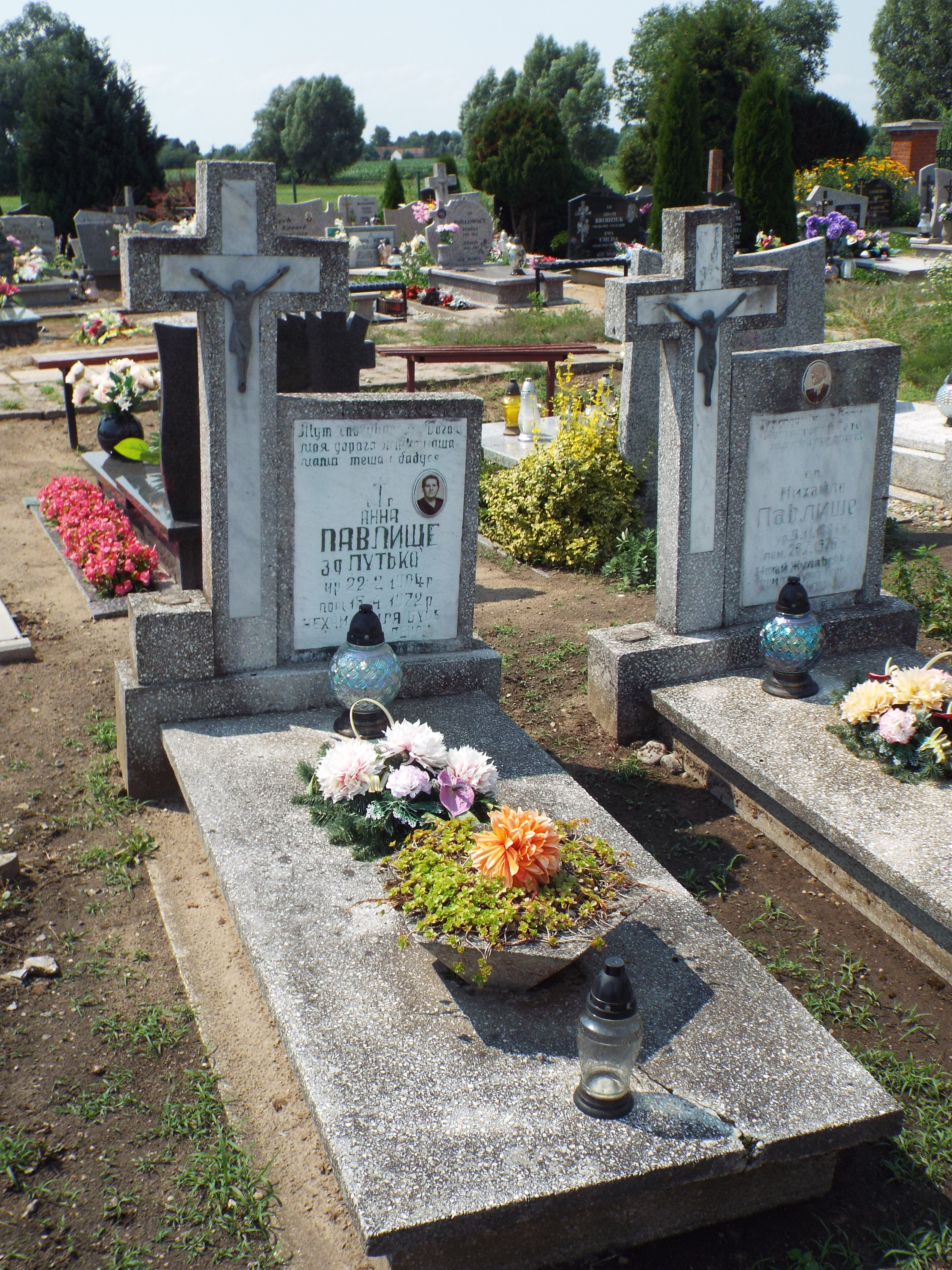
Поховання Михайла та Анни Павлищ — батьків Степана Павлища — депортованих в ході акції «Вісла», с. Озеро під Ельблонгом. Фото 2021 р.

Народився в у с. Затилі біля Любичі Королівської 30.01.1941 р. Наймолодший син Михайла та Анни Павлищ, брат Михайла Павлища. Депортований разом зі своєю родиною до с. Кшевська (початкова назва Войцехово) в рамках злочинної акції «Вісла».

## Навчання

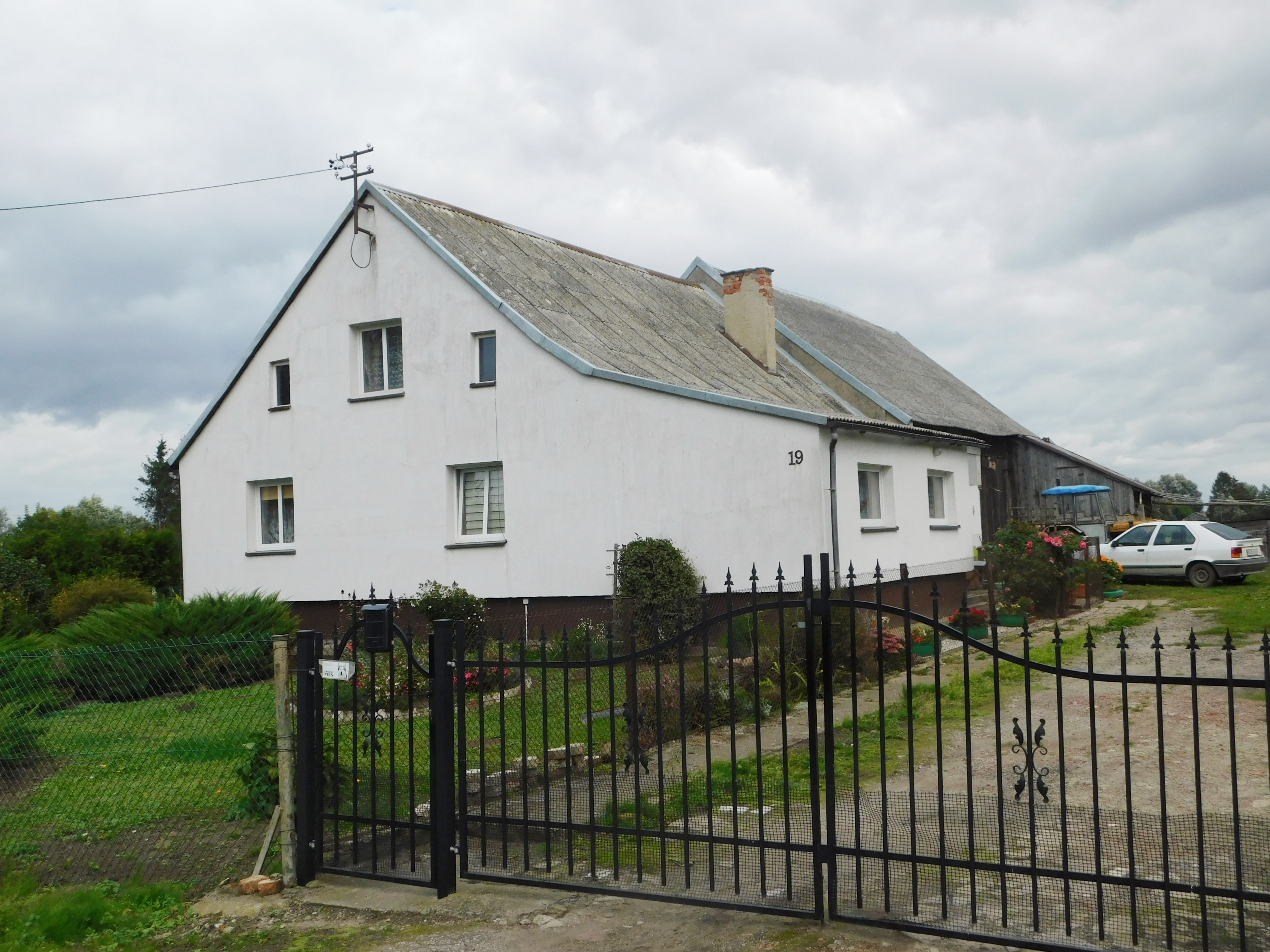
Понімецький будинок №19 в с. Кшевськ (поч. Войцехово), де по депортації з с. Затилля оселилася родина Павлищ. Фото 2022 р.

У 1947—1956 рр. мешкав під Ельблонґом: вчився та працював у батьковому господарстві. Родина Павлищ оселилася у понімецькому будинку - суч номер 19. Початкову школу відвідував у Жулвінцю біля Кшевська. Далі вчився у ліцеї № 2 в Ельблонгу, вул. Królewiecka 42. Тут відбувся неприємний конфлікт з вчителькою, яка мала негативне ставлення до українців, за що його виключили з ліцею. Після цього Степана не приймали до жодної іншої польської школи. Середню освіту отримав (1956—1959 рр.) в українському ліцею в Бартошицях, тодішнє Ольштинське воєводство. Цей ліцей був дозволений комуністичною владою Польщі і мав каналізувати виховання української молоді. Будучи ліцеїстом, взяв участь у декламаційному воєводському конкурсі, де здобув першу нагороду. Цю пристрасть до декламації розвивав і пізніше. Неповторно декламував Цицерона латиною, а також поезію Горація. Тут, в Бартошицях, Степан Павлище склав матуру (іспит на атестат зрілості). Поступив до Варшавського університету на філологічний факультет (українська флологія). Про конкурс на відділ української філології в Київському університеті дізнався з газет. Той конкурс виграв і поїхав навчатися на філологічний факультет Київського університету. Планував два роки вчитися в Києві, а потім два роки в Тбілісі. Вчився разом з Лесем Герасимчуком, Миколою Дурковичем та проф. Степаном Козаком. Разом з ним училися також інші українці з Польщі: Ірена Рейт, Ярослав Стех, Іван Темчина та Леонід Бучило. Закінчив українську філологію у Київському державному університеті ім. Т. Шевченка з відзнакою 1965 р. Здобув фах мовознавця. Під час навчання у Києві проживав у гуртожитку по вул. Мечникова.

## Діяльність на користь української справи
Під час свого навчання у Києві увійшов до українських літературних та громадських кіл та познайомився з шестидесятниками. Як згадує Лора Павлище, студент Степан колядував на Різдво в українських письменників, які жили в Києві. Розпочав сам писати українською та пропагувати українську літературу, часто самвидав. Переписані від руки вірші (зокрема його дружиною) він роздавав на зустрічах, які відбувалися у приміщенні сучасної спілки письменників на тодішній вулиці Орджонікідзе (суч. вул. Банкова). Літератор Лесь Герасимчук згадує: «Зі Степаном ми відвідували різні тодішні збіговиська, ходили на „шевченківські“ демонстрації».
За це Степан Павлище попав у пильне око КДБ. Перед закінченням навчання за ним почали стежити. Проте через наявність дуже впливових родичів дружини, КДБ не наважувалося заарештувати його в УРСР.

## Повернення до Польщі і арешт

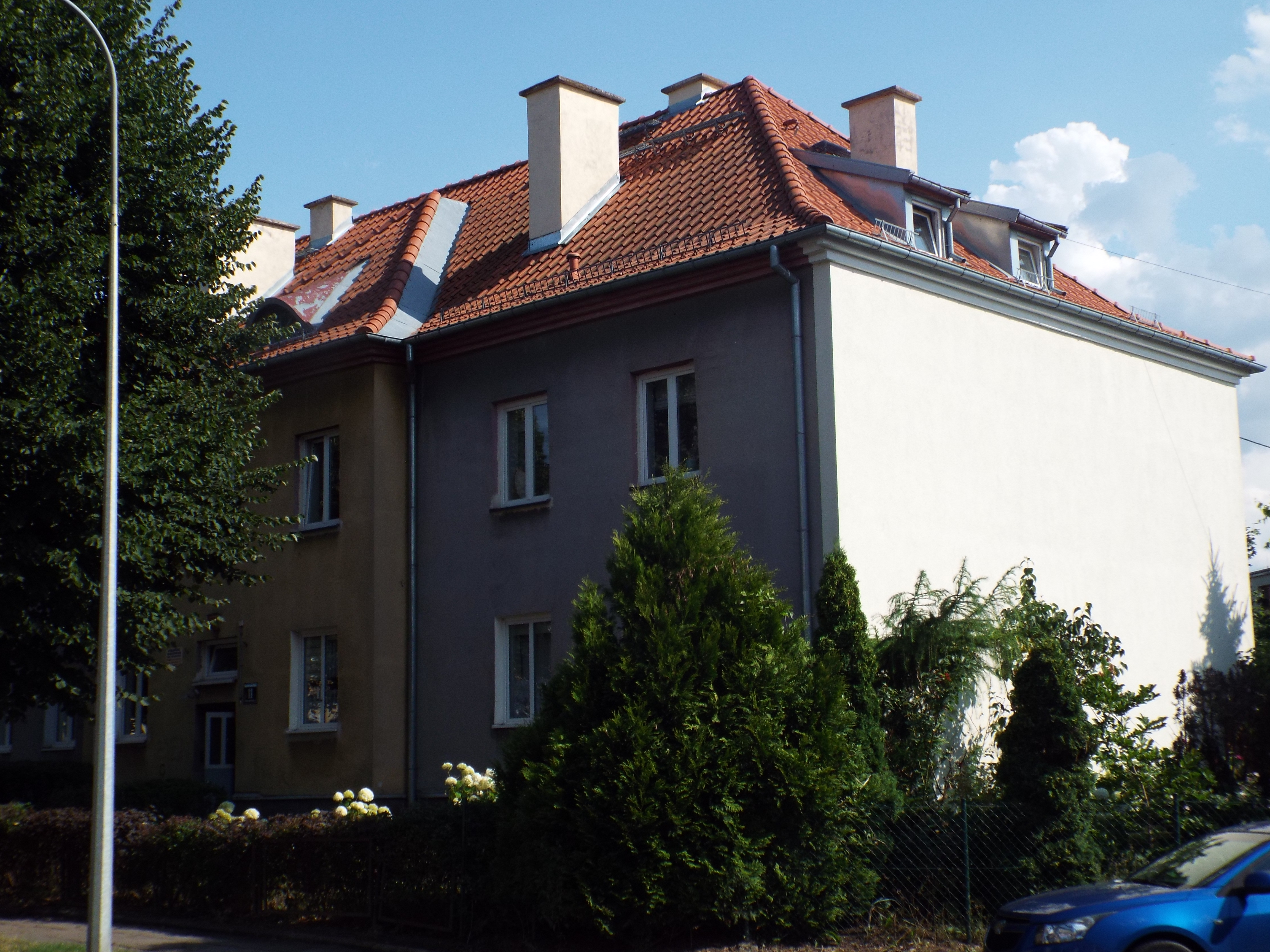
Будинок по вул. Піонерська, 11, де на квартирі Лева Горака відбулася зустріч за участі Степана Павлища. Фото 2021 р.

Дружина Степана – Лора Павлище з сином Андрієм виїхала до Польщі і знайшла працю вчителем хімії в школі у Кшепицях коло Ченстохови, за адресою вул. Ryły 26. Одразу після захисту диплому Степан Павлище виїхав до Польщі. Він поїхав до родини до Кшевська. Також він отримав листа про те що він прийнятий на посаду асистента російської філології університеті Марії Склодовської Кюрі у Любліні. Проте, КДБ не забуло про нього, і вказала на нього польським колегам з УБ. В Ельблонґу УБ під криптонімами: «Сотня», «Кравєц», «Скорошит», «88» та іншими псевдо-назвами при заангажувані численних аґентів стежило за українською громадою. У Ельблонгу на квартирі Лева Горака по вул. Pionierska, 11 в 1965 р. дійшло до зустрічі на якій був провокатор. На цій зустрічі Степан Павлище був спровокований на щиру розмову і розказав про переслідування дисидентів в радянській Україні та спалення бібліотеки НАН в Видубицькому монастирі. За іншими відомостями з папки Степана витягнули його документи. Через деякий час УБек прийшов до помешкання Павлищ при школі в Кшепицях та хотів зранку забрати Степана. Проте одразу не забрав. Степан пізніше сам з'явився до Гданська, де був ув'язнений, у в'язниці неподалік залізничного вокзалу .
До травня 1966 р. він чекав суду у в'язниці. В архіві Польського інституту національної пам'яті зберігаються судові документи по кримінальній справі Степана Павлища та Лева Горака, оскаржених в тому, що з липня до серпня 1965 р. розповсюджували у Ельблонгу україномовні матеріали антирадянського змісту, чим здійснили порушення згідно пункту 23 § 1 декрету від 13-06-1946 р. про злочини особливо небезпечні в часі відбудови держави.
Суд тривав 3 дні. На суді, який відбувався в Гданську була присутня дружина – Лора та родина Степана. Перший день виступало обвинувачення, другий – захист, а на третій день оголошено вирок. Суд мав вигляд театрального дійства. В першому ряду сиділи УБ-еки, які слідкували за тим щоб суддя не відхилявся від завчасно передбаченої програми. Про процес у Гданську оповідало радіо "Вільна Європа", що інформувало про хвилю арештів в країнах Варшавського договору як відлуння розправи з шестидесятниками в СРСР.
Степан Павлище був засуджений на 3 роки в'язниці та 2 роки втрати громадянських прав, покарання відбував у в'язниці в Гданську-Оливі, а пізніше у таборі примусової праці в Гданську-Вжещу. Відсидів 1,5 з 3 років засудження. Був звільнений достроково, бо «зразково» поводився, що полягало на тому що він допомагав працівникам в’язничної справи в приготуванні до матури. Робив за них їх роботи. У справі звільнення Степана Павлища ключову допомогу надав лікар Вальдемар Плахецький – керівник служби охорони здоров'я в Ченстохові. Дружина Степана попросила його про папір, який би свідчив що вона є хвора та не може піклуватися про дитину, тому потрібно випустити Степана. Доктор Плахецький зробив такий висновок і в подальшому дуже допомагав Лорі. В 1968 р. Степан Павлище вийшов з в’язниці, але УБ тримав його під наглядом, позначивши криптонімом „Дзялач”..

## Праця юристом після ув'язнення
По звільненню мав працювати за спеціальністю разом з дружиною в університеті Марії Склодовської Кюрі у Любліні, викладаючі тут російську та українську мови. Дружина Лора Павлище планувала займатися тут дисертацією. Проте йому заборонили працювати в університеті і викладати мови.

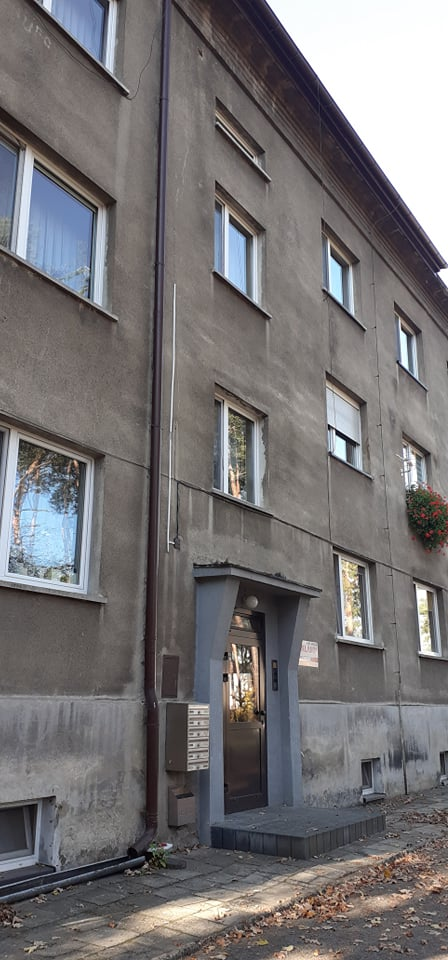
Шкільний будинок в Кшепицях, в якому мешкав Степан Павлище з родиною. Фото 2021 р.

Після звільнення Степана в Кшепицях родина мешкала у будинку вчителів по вул. Aleksego Ryły 10a (3 поверх).
Степан Павлище продовжував зазнавати жорстких переслідувань у Польщі на домагання українського КДБ. Отримав посаду у адміністрації шпиталя у Кшепицях. Рутинна праця чиновником з паперами ледве не допровадила його на межу самогубства. Проте, він витримав і своєю сумлінною працею доробився підвищення та посади економіста.
У 1971—1976 р. вчився на юридичному факультеті Сілезького університету у Катовицях. Заочно закінчив університет і здобув фах юрист-консульта. Після цього працював у міській раді, за адресою вул. Częstochowska 13 в Кшепицях на посаді юрист-консульта.
У 1989 р. Степан добився повної реабілітації. 26.11.1989 р. Степан Павлище з візитом та розповіддю про перебування в Україні виступив в світлиці УСКТ в Ельблонгу.
У 1991 р. в Сопоті на фестивалі української культури висунув ідею створення Товариства українських юристів у Польщі (Stowarzyszenie Ukrainskich Prawników w Polsce). Степан Павлище виступив співорганізатором цього товариства, що постало при Об'єднанні українців в Польщі, і є співавтором його статуту. В цей час він активно відвідує вже незалежну Україну. Він був повний сподівань на активну співпрацю українців з Польщі та України.
26 серпня 1992 р. президент України Л. Кравчук видав розпорядження про підтримку ініціативи українських правників та Української правничої фундації щодо створення правничої бібліотеки, видавництва юридичної літератури, створення Центра правової освіти та Центру міжнародних конференцій та симпозіумів з права.
У 1991 р. получив права адвоката, а 1993 р. — нотаріуса.
В Кшепицях Степан Павлище організовує дві правничі канцелярії: хронологічно перша — «Temis», вул. Częstochowska 21, друга — «Porada», вул. Andersa 4. Видав книгу «Biznes na Ukraine (od czego zacząć? — в перекладі на українську — Бізнес на Україні (з чого почати?)» — порадник для польських підприємців як працювати з Україною. Допомагав українцям, які зверталися до нього за юридичними порадами, зокрема щодо повернення своєї власності забраної в ході акції «Вісла». Обслуговував та допомагав українським торговим фірмам. Став членом Головної ради Об'єднання українців Польщі. Член Головної ради світогого конгресу українських юристів в Києві.

## Літературна творчість
Стпан Павлище постійно писав українською та польською мовами, перекладав твір К. Ґалчинського «Інґе Барч» на українську мову.
Починаючи з 1962 р., Степан Павлище друкувався у Польщі у «Нашому слові». Він писав статті про життя українців в Польщі, а з 1972 р. також вірші. Пізніше працюючи юристом, не полишав своєї літературної пасії, про що свідчить його участь у зустрічі літераторів у Гданську 1981 р. У 1984 р. Українське суспільно-культурне товариство у Варшаві видало тисячним накладом збірку новел Степана Павлища «Дім без Іллюзій», яка в Україні досі не видана. У цій збірці було надруковано наступні новели: …et circenses! (Київ, січень, 1964 р.), Реквієм (Київ, вересень 1964 р.), Загóда (Київ, 6 лютого 1964 р.).
"У Степана був гострий і проникливий розум, бездоганний смак літературознавця і неабиякий талат в спостеріганню людських характерів й доль. У його «Домі без ілюсій» багато місця приділено філосовським розважанням, а в тому людській совісті, де міжіншим написано «Вона може також з'явитися перед тобою, як лихвар, що час від часу відвідує твій дім, нагадує про твій борг, бере проценти. Совість може бути також, щось не зрозуміле, невловиме, мов ефір, щось чого нема, тоді буває найтяжче…»
– пише про нього Ярослав Стех.

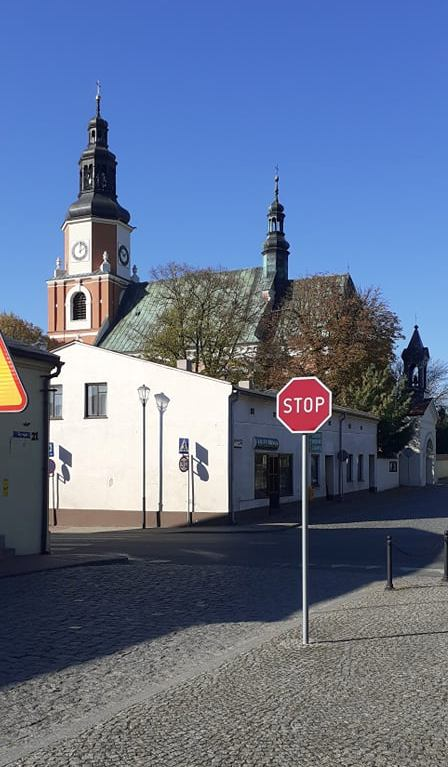
Костел св. Якуба в Кшепицях — місце, де відбулася греко-католицька панахида за Степаном Павлище. Фото 2021 р.

В Україні надрукувати будь-що з творчості Степана Павлища було важко. Усередині шістдесятих років друг Степана — Лесь Герсимчук передрукував Степанові Павлище сім новел у кількох примірниках. Дві новели автобіографічного характеру та п'ять новел «кафкіанського» циклу. Всі примірники окрім тих, що мав, Анатоль Перепадя вилучило КДБ. Перепадя свій комплект відбитків передав Лесю Герасимчуку можливої публікації в часописі «Нова ґенерація», де той був в складі редколеґії. Проте, цей часопис невдовзі пильні люди прикрили за надмірну сміливість. Депутати Танюк та Яворівський його тоді не підтримали, бо вважали, що потрібний для молоді не україномовний, а російськомовний часопис для можливого розповсюдження в Росії. Тому ідея опублікувати весь цикл новел у «Новій ґенерації» змарнувалася. Лише у 1992 р. в відновленому журналі «Нова ґенерація» була надрукована новела Степана «Як пересаджували дерева» про виселення українців з Розточчя в північну Польщу. Тут також була надрукована біографія Степана Павлища підготована Лесем Герасимчуком. 1994 р. в виданні Українська літературна газета були опубліковані новели: «…Et circenses!», «Реквієм», «Як пересаджували дерева» Більшість новел Павлища на жаль досі не опубліковані. Степан Павлище також писав до польських газет на юридично-суспільні теми. Дістав нагороду у конкурсі газети «Право і життя» за найкращий судовий репортаж.

## Родина
Під час навчання у Києві зустрів маріупольську гречанку Лору Івахіну — доньку професора фізкультури та творця гандболу в СРСР — Євгена Івахіна та гречанки Ніни. Весілля мав 12.05.1964 р. Дружина Степана Павлища — Лора Павлище так само дуже талановитий представник української спільноти в Польщі. Вона запропонувала авторський метод освіти і виховала відомих у Польщі людей, таких як Маріан Зембала — відомий кардіохірург та політик. Наразі Лора Павлище мешкає в Ченстохові. У Києві в 1964 р. народився його син Андрій, який зараз живе в Англії і є мультилінгвістом. Другий син Олег (1975 р.н.) живе під Любартовом і парацює тренером нейротерапевтичних методів реабілітації.

## Смерть і поховання

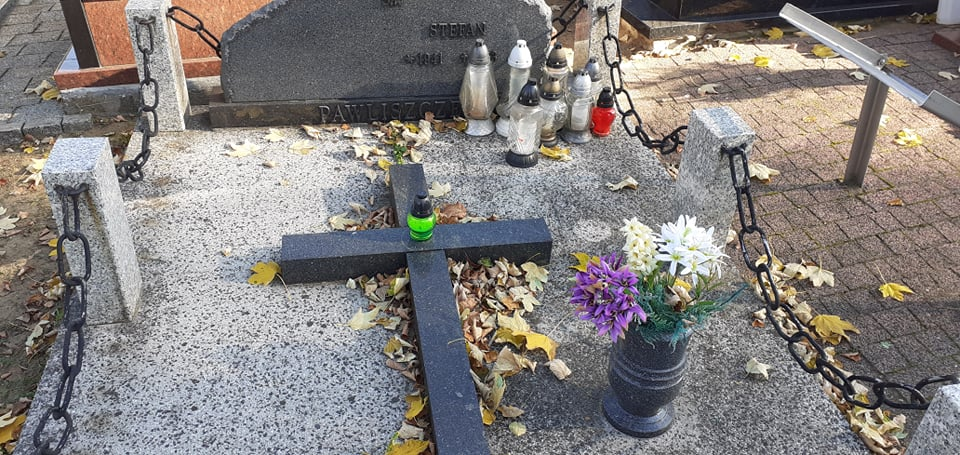
Могила Степана Павлища у Кшепицях. Фото 2021 р.

Помер Степан Павлище у 24 вересня 1993 р. після важкої хвороби у віці 52 років в Кшепицях під Ченстоховою. Був відспіваний у костелі св. Якова, вул. Kazimierza Wielkiego 1 під час спеціально організованої родиною греко-католицької панахиди українською мовою. На похованні промову українською мовою про життя Степана виголосили колеги – юристи в Польщі. Зокрема промовив український юрист з Щецина прізвища якого Лора Павлище не запам'ятала. На похороні Степана було дуже багато людей. Ця подія запам’яталася мешканцям невеличких Кшепиць. Греко-католицьке богослужіння і виступ українського юриста дуже здивували присутніх, багато з яких навіть не здогадувалися, хто мешкав між ними. Проте, причастя на похоронній службі приймали від греко-католицького священника, хоча можна було йти і до римо-католицького. Після відспівування Лора Павлище влаштувала бенкет на честь свого чоловіка, а не звичайний траурний обід. Похований на цвинтарі в Кшепицях — сектор 3. Приблизні координати поховання — 50.969980, 18.733576.

## Увічнення пам'яті
Степан Павлище є одним з найталановитіших представників українців, депортованих в рамках акції «Вісла» на терени околиць Ельблонга. Пам'ять про нього зберігає громада Об'єднання українців Польщі в цьому місті. Друг з Степана з Києва — Лесь Герасимчук опублікував деякі його новели та біографію. Біографію Степана опублікував також Ярослав Стех. Уся творча спадщина Степана Павлища, що не опублікована, зберігається його родиною.